# Ferdinand Senft
(Carl Friedrich) Ferdinand Senft (* 6. Mai 1808 in Möhra; † 30. März 1893 in Eisenach) war ein deutscher Lehrer, Geologe, Mineraloge, Bodenkundler und Botaniker. Sein offizielles botanisches Autorenkürzel lautet „Senft“.

## Leben und Wirken
Senft wurde als Sohn eines Eisenacher Steuerbeamten geboren. Sein Großvater war Pfarrer in Möhra. Hier verbrachte er bis zum 8. Lebensjahr seine Kindheit, Lesen und Schreiben erlernte er in Eisenach an einer Privatschule; 1819 wechselte er zum Gymnasium. Er studierte von 1829 bis 1834 Theologie und Naturwissenschaften an den Universitäten in Jena und Göttingen. Von 1835 bis 1890 war er Lehrer für Naturwissenschaften an der von Gottlob König gegründeten und geleiteten Forstlehranstalt in Eisenach. Zeitweise erteilte er auch Unterricht am Eisenacher Realgymnasium, dem heutigen Ernst-Abbe-Gymnasium.
Neben seiner Lehrtätigkeit betätigte sich Senft als Privatgelehrter. Er beschäftigte sich intensiv mit wissenschaftlichen Fragen auf den Gebieten der Geologie, Mineralogie, Bodenkunde und Botanik. Sein spezielles Interesse galt dabei den Verwitterungsprozessen bei der Bodenbildung und deren Auswirkungen auf die Vegetation. Senft gilt als einer der Begründer der Boden- und Verwitterungskunde. Er hat Böden erstmals aufgrund unterschiedlicher Körnungen, Färbungen und Humusgehalte in ihrer Horizontalgliederung beschrieben und Klassifizierungen nach bodeneigenen Merkmalen vorgenommen. Er schrieb zahlreiche Bücher, die in der Fachwelt hohe Anerkennung fanden. Bereits 1850 wurde ihm der Professoren-Titel verliehen. Er war ab 1855 Mitglied der Deutschen Akademie der Naturforscher Leopoldina und Ehrenmitglied zahlreicher weiterer wissenschaftlicher Gesellschaften. Er war Mitglied der Gesellschaft Deutscher Naturforscher und Ärzte und der Deutschen Geologischen Gesellschaft. Infolge eines Gehörleidens musste er seine Tätigkeit am Eisenacher Realgymnasium beenden.
Am 29. März 1893 verstarb er in Eisenach.

## Hauptwerke
- Lehrbuch der Gebirgs- und Bodenkunde. Zunächst für Forst- und Landwirthe. 2 Bände, Jena 1847.
- Die Humus-, Marsch-, Torf- und Limonitbildungen als Erzeugungsmittel neuer Erdrindelagen. Für Geognosten, Bergleute, Forst- und Landwirthe. Leipzig 1862.
- Der Steinschutt und Erdboden nach Bildung, Bestand, Eigenschaften, Veränderungen und Verhalten zum Pflanzenleben für Land- und Forstwirthe, sowie auch für Geognosten. Berlin 1867; 2. Aufl. unter dem Titel Lehrbuch der Gesteins- und Bodenkunde ebd. 1877.
- Die Thonsubstanzen (Kaolin, Thon, Löss, Lehm, Letten und Mergel) nach Entstehungsweise, Bestand, Eigenschaft und Ablagerungsarten für Forstwirthe, Landwirthe, Techniker und Geognosten. Berlin 1879.
- Der Erdboden nach Entstehung, Eigenschaften und Verhalten zur Pflanzenwelt. Ein Lehrbuch für alle Freunde des Pflanzenreiches, namentlich aber für Forst- und Landwirthe. Hannover 1888.
- Wanderungen in das Reich der Steine. Allen Freunden der Mineralogie, welche die Wohnstätten, Gesellschaftungen, Umwandelungsweisen und Körperbildungen der Mineralien im Allgemeinen nach ihrer gesetzmässigen Entwickelung kennen lernen wollen, gewidmet. Hannover 1891.